# Fritillaria atrolineata
Fritillaria atrolineata là một loài thực vật có hoa trong họ Liliaceae. Loài này được Bakhshi Khan. miêu tả khoa học đầu tiên năm 1997.